# Tư tưởng Kaysone Phomvihane
Tư tưởng Kaysone Phomvihane (tiếng Lào: ແນວຄິດ ໄກສອນ ພົມວິຫານ) là hệ tư tưởng chính trị dựa trên chủ nghĩa Mác–Lênin và Tư tưởng Hồ Chí Minh với triết lý chính trị do Kaysone Phomvihane, nhà lãnh đạo đầu tiên của Đảng Cách mạng Nhân dân Lào (LPRP) phát triển. Tư tưởng này lần đầu tiên được LPRP chính thức hóa tại Đại hội toàn quốc lần thứ X tổ chức vào năm 2016 . Hệ tư tưởng bao gồm những quan điểm về những vấn đề cơ bản của Cách mạng Lào, cụ thể là sự vận dụng và phát triển chủ nghĩa Mác–Lênin vào điều kiện vật chất của Lào. Nội dung của Tư tưởng Kaysone Phomvihane được LPRP hệ thống hóa và phát triển với sự giúp đỡ của Đảng Cộng sản Việt Nam.